# Antonella Fattori
Antonella Fattori (Prato, 25 luglio 1963) è un'attrice italiana.

## Biografia
Si è diplomata all'Accademia nazionale d'arte drammatica Silvio D'Amico di Roma. Inizia a lavorare nel mondo del teatro in ruoli da attrice giovane in spettacoli con registi come Luigi Squarzina, Roberto Guicciardini e Luca Ronconi.
Nel 1985 viene scelta da Nanni Moretti per un ruolo ne La messa è finita; nel 1989 incontra il regista Silvio Soldini che nel suo primo lungometraggio L'aria serena dell'ovest le affida il ruolo di protagonista. Il fim vince il premio ‘Le ciliegie d’oro nel 1991 S’intensifica così anche la sua attività nel cinema e in televisione. Tra le produzioni televisive più importanti nel 1997 è protagonista insieme ad Giancarlo Giannini, Ennio Fantastichini e Alessandro Gassmann della miniserie sul pentitismo Nessuno escluso per la regia di Massimo Spano. Grazie a questa interpretazione vince il Premio Flaiano per la televisione nella categoria ‘premio per l'interpretazione’. Mentre nel 1998 Carlo Lizzani la sceglie come protagonista di un'altra miniserie, La donna del treno (trasmesso l'anno successivo), insieme ad Alessio Boni.
Nel 2000 lavora con Massimo Dapporto in una serie per Canale 5, Ciao professore, regia di José María Sánchez. Sempre nel 2000 torna al cinema con un ruolo da protagonista nel film Le complici, regia di Emanuela Piovano dove vince il suo secondo premio il 4 Ghel d'oro come migliore attrice protagonista. Nel 2003 recita nel ruolo della contessa Anna Ristori nella serie di Canale 5 Elisa di Rivombrosa, regia di Cinzia TH Torrini; dato il successo della serie nel 2004 gira Elisa di Rivombrosa - Parte seconda, sequel della serie. Nel 2007 la troviamo nella miniserie televisiva Chiara e Francesco, regia di Fabrizio Costa. Nel 2008 recita come protagonista nella fiction di 18 puntate per Rai 2 Terapia d'urgenza nel ruolo del medico Cristiana Gandini.
Nel 2010 torna a teatro con un testo scritto e interpretato dal titolo Giorni s-contati che affronta il tema della realtà carceraria in Italia. Nel 2011 prende parte a Don Matteo. Nel 2012 è nel cast della serie poliziesca R.I.S. Roma - Delitti imperfetti, regia di Francesco Miccichè. Nel 2013 interpreta Elisabetta nella seconda stagione della serie in quattordici puntate Le tre rose di Eva. Nel 2014 entra a far parte della seconda stagione de Il tredicesimo apostolo nel ruolo di Greta Lorenzini. Nel 2015 vince il premio ‘Personalità europea’ premiata presso Sala Protomoteca al Campidoglio. Nel 2016 partecipa alla serie prodotta da Canale 5 Fuoco amico TF45 - Eroe per amore con Raoul Bova. Nel 2017 inizia la serie TV per Canale 5 Sacrificio d'amore, dove interpreta suor Agnese. Nel 2018 partecipa ad una docufiction Il precursore di Omar Pesenti. Nel 2020 interpreta Chiara in un pilota tutto al femminile dal titolo Rosa schocking liberamente tratto da Sex and the city. Nel 2022 recita nella serie Fosca Innocenti nello stesso anno è nella fiction di Rai 1 La lunga notte, regia Giacomo Campiotti dove interpreta Rachele Mussolini. Recita nella serie Una mamma all'improvviso, regia di Claudio Norza. Sempre nel 2022 partecipa a La Storia (serie-evento di Rai Uno) per la regia di Francesca Archibugi. Tra il 2023-2024 è Vittoria nel film per il cinema Una fottuta bugia per la regia di Gianluca Ansanelli.

## Filmografia

### Cinema
- Stelle sulla città, regia di Massimo Trabaldo Togna (1984)
- La messa è finita, regia di Nanni Moretti (1985)
- Arrivederci e grazie, regia di Giorgio Capitani (1988)
- L'aria serena dell'ovest, regia di Silvio Soldini (1990)
- Tutti gli uomini di Sara, regia di Gianpaolo Tescari (1992)
- Bonus Malus, regia di Vito Zagarrio (1993)
- Berlino '39 (Berlin '39), regia di Sergio Sollima (1993)
- Cari fottutissimi amici, regia di Mario Monicelli (1994)
- L'uomo che ho ucciso, regia di Giuseppe Ferrara (1995)
- Marciando nel buio, regia di Massimo Spano (1995)
- Un bel dì vedremo, regia di Tonino Valerii (1996)
- Le complici, regia di Emanuela Piovano (1998)
- La fabbrica del vapore, regia di Ettore Pasculli (2000)
- Il precursore, regia di Omar Pesenti (2019)
- Rosa schocking, regia Maria Grazia Nazzari (2020)
- Una fottuta bugia, regia di Gianluca Ansanelli (2024)

### Televisione
- L'alba il giorno la notte, regia di E. Muzii (1984)
- Cinecittà Cinecittà, regia di Vittorio De Sisti - miniserie TV (Rai 2, 1985)
- L'evaso, regia A. Fago (1986)
- Due assi per un turbo – serie TV, episodio 1x07 (1987)
- Appuntamento a Budapest, regia P.Poeti – serie TV (1988)
- Zanzibar – serie TV, episodio 1x37 (1988)
- La colpevole, regia di C.Th Torrini (1990)
- Il commissario Corso – serie TV, episodio 1x04 (1991)
- Dalla notte all'alba, regia di C. Th Torrini (1992)
- Il caso Bianco – serie TV (1992)
- A rischio d'amore – serie TV (1993)
- Un commissario a Roma – serie TV, episodio 1x08 (1993)
- Amico mio – serie TV (1994)
- La famiglia Ricordi, regia di Mauro Bolognini – miniserie TV (1995)
- Una bambina di troppo, regia di Damiano Damiani (1995)
- Non parlo più – serie TV (1995)
- Il caso Bebawi – serie TV (1996)
- Uno di noi – serie TV, episodio 1x12 (1996)
- Nessuno escluso, regia M. Spano (1997)
- La donna del treno – regia C.Lizzani  miniserie TV (1998)
- Game Over – Regia M.Spano serie TV (1999)
- Ciao professore – regia Josè Maria Sanchez serie TV (2000)
- Il cielo tra le mani regia S.Martino (L'ultimo sogno) – serie TV (2000)
- Senza confini - Il commissario Palatucci –regia F.Costa  (2001)
- Elisa di Rivombrosa – regia C.Th Torrini serie TV (2002)
- Orgoglio – regia v.De Sisti -F.Serafini serie TV (2003)
- Sospetti 3 – regia L.Perelli serie TV (2005)
- Elisa di Rivombrosa - Parte seconda – regia c.Th Torrini, Stefano Alleva serie TV (2005)
- Chiara e Francesco – regia F.Costa serie TV (2007)
- Terapia d'urgenza – regia G.Tescari, Carmine Elia, Lucio Gaudino serie TV (2008)
- Don Matteo – regia C.Elia serie TV, episodio 8x15 (2011)
- R.I.S. Roma - Delitti imperfetti – regia F.Micicchè serie TV, episodio 3x11 (2012)
- Le tre rose di Eva 2 – regia V.Verdecchi serie TV (2013)
- Il tredicesimo apostolo - La rivelazione – regia A.Sweet serie TV, episodio 2x08 (2014)
- Fuoco amico TF45 - Eroe per amore regia B. Catena– serie TV (2016)
- Sorelle – serie TV, regia C.Th Torrini episodi 1x05-1x06 (2017)
- Sacrificio d'amore –  regia Daniele Carnacina serie TV (2017-2018)
- Fosca Innocenti –regia F.Costa episodio 1x01 (2021)
- Una mamma all'improvviso, regia Carlo Norza – miniserie TV (2023)
- La Storia – regia F.Archibugi serie TV, episodio 1 (2024)
- La lunga notte - La caduta del Duce –regia G.Campiotti serie TV (2024)

## Teatro
- Il sogno, regia di Luca Ronconi (1984)
- La donna del mare, regia di Roberto Guicciardini (1984)
- La cintura, regia di Roberto Guicciardini (1985)
- I cinque sensi, regia di Luigi Squarzina (1986)
- Casanova a Spa, regia di Luca De Fusco (1987)
- Les liasons dangereuses, regia di Luca De Fusco(1988)
- Histrio, regia di Salvo Bitonti (1989)
- Il marinaio, regia di Marco Parodi(1989)
- Atlantico, regia di E. Siciliano (1990)
- Quattro donne, regia di Marco Parodi (1991)
- La segretaria, regia di Marco Parodi (1991)
- La finta serva, regia di Luca De Fusco (1991)
- Giorni S-contati, regia di Luca De Bei (2010-2013)
- Giro di vite, regia G.Revel(2021)

## Riconoscimenti
- Le cerase d'oro
  - 1991 – Premio per L'aria serena dell'ovest

- Premio Flaiano
  - 1998 – Miglior attrice per Nessuno escluso

- 4 Ghel d'oro
  - 2000 – Migliore interprete femminile per Le complici

- Premio personalità europea
  - 2015 – Premio ricevuto presso sala Protomoteca, Campidoglio

- Gran Premio Internazionale dello Spettacolo
  - 2002 – Telegatto per Elisa di Rivombrosa